# رعاية الكنجارو

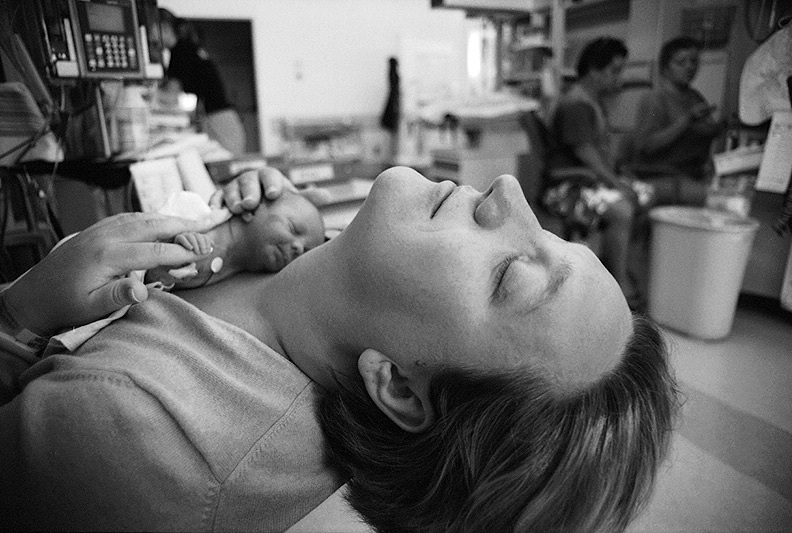
أم تحمل طفلها المولود قبل اوانه في مركز كابيولانى الطبى في هونولولو، هاواي

أسلوب رعاية الكنجارو هو أسلوب يمارس على الأطفال حديثي الولادة، عادة مع المولودين قبل أوانهم عندما يقوموا بالرضاعة عن طريق ملامسته لاحد البالغين. ورعاية الكنجارو للاطفال المولدين قبل ميعادهم يمكن ان يحدد لبضعة ساعات في اليوم ولكن ان كان مستقر طبيعا يمكن لهذا الوقت ان يمتد. بعض الاباء أو الأمهات يمكن ان يبقوا اطفالهم على اذرعتهم لساعات طويله على مدار اليوم. أسلوب رعاية الكنجارو تم تسميته مشابهه بكيفيه حمل الكنجارو لابنائه الصغار. والتي تم البدء في تطويرة لرعاية الأطفال الرضع المولودين قبل اوانهم لكى يستم استخدامها في المناطق التي لا يوجد بها حضانات أو غير موثوق بها.

## وصف الأسلوب
يسعى حيوان الكنجارو لتوفير الرعاية عن طريق تقريب المولود إلى الاب أو الام عن طريق ملامسته (ان يلمس جلد المولود جلد الاب أو الام). وهذا يضمن الدفء والترابط الجسدى والنفسى. وقفة الكنجارو تمنح مصدر جاهز للتغذية. وثبات واستقرار درجه حرارة جسم الاب أو الام تساعد في تنظيم درجه حراره المولود بكل يسر أكثر من الحضانة. وتجعل الرضاعة متاحه للمولود دائما.
بالرغم من اختلاف هذا الأسلوب في رعايه المواليد عن اجراءات النظام الغربي المركز للرعاية، ولكن الاثنان لا يتنافيان معاً، ومن المقدر ان هناك أكتر من 200 وحدة رعاية مركزه تستخدم أسلوب الكنجارو في يومنا هذا. وفي بيان تم عمله مؤخراً وجد ان 82 % من وحدات رعايه الأطفال حديثى الولادة (الحضانات) تستخدم أسلوب رعاية الكانجارو في الولايات المتحدة اليوم.

## التاريخ
ليست كل المناطق في العالم لديها الإمكانيات لتوفير تدخل تقنى ورعايه طبية للاطفال المولدين قبل ميعادهم والأطفال اصحاب الوزن القليل. في عام 1978، بناءً أعلى ارتفاع نسبه الأمراض والوفيات في معهد ماتيرنو أنفاتيل للرعاية المركزة في بوجوتا بكولبيا.
دكتور ايدجار راى سانبريا أستاذ علم الأطفال حديثى الولادة بجامعة ناسيونال دى كولومبيا قدم طريقه لتقليل النقص في الحضانات والنقص في المصادر. وقال أن الأمهات لديهم القدرة عن طريق الاتصال مع أطفالهم المولودين بوزن قليل عن طريق ملامسه اجسادهم باجساد الأطفال لجعلهم متحفظون بالدفء ولكى يمدوهم بالرضاعة التي يحتاجها الأطفال. هذا الالتحام يعطى الأطفال الاهتمام والرعاية.
و أسلوب رعاية الكنجارو له ميزه أخرى وهي النضح السريع على الرعم من الولادة قبل الميعاد وقد ثبث نجاح هذا الأسلوب في رفع نسبة نجاة المواليد قبل معادهم أو اصحاب الوزن القليل وتقليل نسبه الإصابة بعدوى المستشفيات والأمراض الحادة وأمراض الجهاز التنفسى (كوندي - أغوديلو، دياز روسيليو، ليلزان 2003) كما زادت فرصه الرضاعة الطبيعية من خلال امهات الأطفال وإمكانيه توفيرها لفترات طويلة وزيادة رضا وثقه الأمهات

## معايير الأهلية
الأطفال المولودن قبل ميعادهم والذين يصل وزنهم عند الولادة أقل من 1500 جرام والذين يتنفسون بشكل مستقر هم مؤهلون لاستخدام أسلوب رعاية الكنجارو رصد القلب، ضغط الأكسجين أو تهوية الأنف (ضغط الهواء المستمر)التهوية، ضغط الوريد، لا يمنع استخدام أسلوب رعاية الكنجارو، في الواقع، الأطفال الذين يمارسون أسلوب رعاية الكنجارو يكونوا أقل عرضه لتوقف التنفس، وبطء القلب ولديهم معدل مستقر في استهلاك الأكسجين.
في بدايه التسعينيات مبدء وضع الأطفال المولودون قبل ميعادهم في الحضانات في أمريكا الشمالية وبعد ذلك أصبح كافة الأطفال. وأجريت بعض الأبحاث في الدول المتقدمة ولكن كان هناك نقص في تنفيذ أسلوب الكنجارو نتيجه لسهولة استخدام الحضانات في التكنولوجيا.

## التقنيات
عادة في أسلوب رعاية الكنجارو لا يرتدى الطفل سوى حفاضه ويضع في وضع بحيث يكون رأس الطفل عند صدر الام العارى وعلى شريط من القماش تمتد على رأس ورقبه الطقل لمنه من انقطاع التنفس. والام ترتدى قميص أو ثوب المستشفى بحيث يكون مفتوح من الأمام وقطعه القماش تلف حول وتحت مؤخره الطفل لعمل انثناء
و ضمه صغيرة مع لتنفس الام وحركه الصدر كافيه لتحفير تنفس الطفل وبسبب قرب الطفل من صدر أمه يجعله محاط ببيئه عاليه من ثاني اكسيد الكربون تحفزه على التنفس أيضا لا يقتصر هذا الأسلوب على الأمهات فقط ولكن يمكن أستخدامه مع الاباء أيضا.
بدء أسلوب رعاية الكنجارو في أول ساعتين بعد الولادة هو أكثر وقت فعال للرضاعه الطبيعية الناجحة. وهناك أتجاه كبير لتشجيع استخدام هذا الأسلوب حتى للأطفال الطبيعين بين المولود وأمه بعد الولادة وباقل قدر من الاضطراب ويجب أن يبقى المولود دافئ وجاف يمكن استخدام هذا الأسلوب بشكل مستمر على مدار الساعة أو لفترات قصيرة يومياً وتزذداد تدريجيا مع زياده درجه إمكانيه تعرض المولود لمشاكل صحية حادة. كما يمكن ان تبدء هذا الأسلوب عند الولاد أو بعد ساعات أو أيام أو حتى اسابيع من الولادة أنصار أسلوب رعايه الكنجارو يشجعوا استخدام هذا الأسلوب لمده سته أسابيع تقريبا حتى يتيج للمولود والام على خلق رضاعه طبيعيه سليمه ويحققوا عملية شفاء متماثله بعد الولادة
و على الرغم من تشابه أسلوب رعايه الكنجارو وأسلوب حمل الطفل الا انهم يختلفون في امرين يمارس أسلوب رعايه الكنجارو على الأطفال المولودون قبل ميعاد ولادتهم اعتمادا على معدات بسيطة واشراف طبى. اما عمليه حمل الأطفال يتم عن طريق طرق مختلفه من حمل الأطفال ورفعه ويمارس على المواليد والأطفال الصغيرة أيضا

## الفوائد

### للآباء
أسلوب رعاية الكنجارو مفيد جداً للاباء والأمهات حيث انه يشجع الترابط والترافق ويزيد من الثقة الابوية ويساعد في زياده إنتاج حليب الرضاعة مما يؤدى إلى نجاحها.

### للمواليد قبل أوانهم والرضع منخفى الوزن
يمكن القول ان أسلوب رعاية الكنجارو هو الأفضل فائدة للاطفال المولودين قبل ميعادهم والرضع منخفضى الوزن، الذين يعانون من ارتفاع درجه الحرارة عن المعدل الطبيعى ومعدل ضربات القلب ومعدل التنفس، وزياده الوزن المكتسب، تجعلهم أقل عرضه للالتهابات والتعرض للعدوى والأمراض [13] وبالإضافة إلى ذلك، تشير الدراسات إلى أن الأطفال المولودين قبل اوانهم الذين يطبق عليهم أسلوب رعاية الكنجارو قد تحسن نموهم الادراكى، وانخفاض مستوي التوتر، وتقليل الاستجابة للالم، والتعرض لنمو طبيعى، ولدية أثار ايجابية على نمو الطفل. أسلوب رعاية الكنجارو أيضا يساعد على تحسين انماط النمو لدى الأطفال الرضع وهو أيضا لعدم حدوث مغص لدى الأطفال. والخروج المبكر من المستشفى يمكن أن يعنبر فائدة للطفل، وأخيراً فان هذا الأسلوب يساعد على توفير الرضاعة الطبيعية باستمرار ويزيد الترابط بين الام ورضيعها

### للمؤسسات
زيادة أستخدام هذا الأسلوب يقلل من الاقامه في المستشفيات، ويقلل الاحتياج إلى معدات رعاية صحية غالية الثمن، ويزيد من فرصه اشراك الاهل وفرص تربيه أولادهم، واستفاده أفضل من الأموال التي تصرف على اساليب الرعاية الصحية الأخرى

### للمجتمع
عموماً استخدام أسلوب رعاية الكنجارو يساعد في تقليل معدل انتشار الأمراض والوفيات في الدول النامية، وتزيد فرص التعلم في خلال الزيارات المتتابعه فيما بعد الولادة، وتقليل التكاليف التي يتم دفعها في المستشفيات